# سن‌جورو هایاشی
سنجورو هایاشی (به ژاپنی: 林 銑十郎
はやし せんじゅうろう)؛ زاده ۲۳ فوریهٔ ۱۸۷۶ درگذشته ۴ فوریهٔ ۱۹۴۳) یک سیاست‌مدار اهل ژاپن بود.